# 軍艦岩

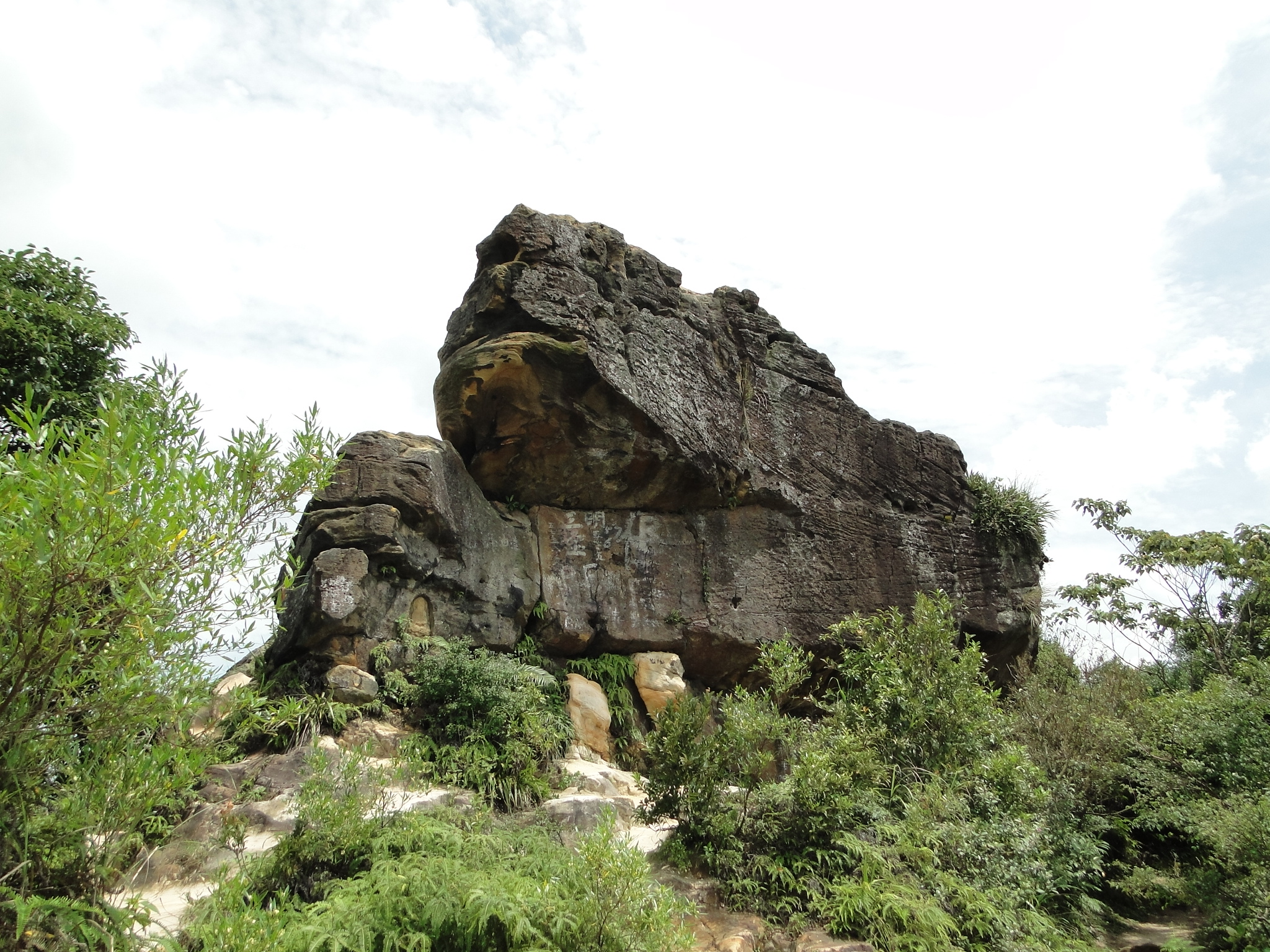
北投軍艦岩

軍艦岩為台灣北端台北盆地北側大屯火山群南側形如軍艦的一塊巨石，位在台北市北投區烏尖連峰西南股唭哩岸山段，靠近石牌、天母的小山丘，台北市政府圖根點481號，為國立陽明大學校地，山下有台北榮民總醫院、內政部警政署保安警察第一總隊，是台北市20條親子登山步道之軍艦岩親山步道之主要景點。當地稱石尖（臺灣閩南語：tsio̍h-tsiam）。

## 概要

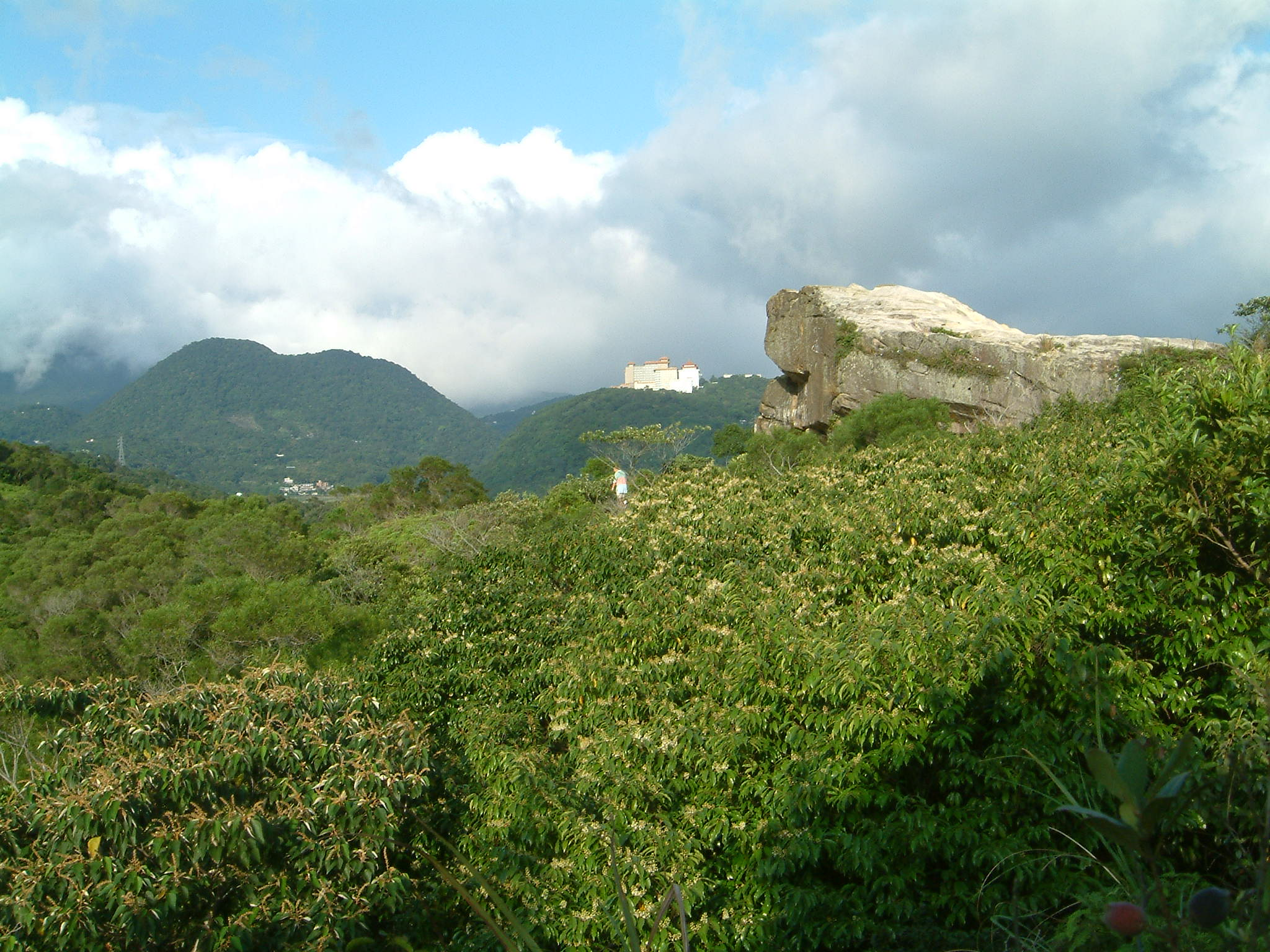
台北市北投區軍艦岩

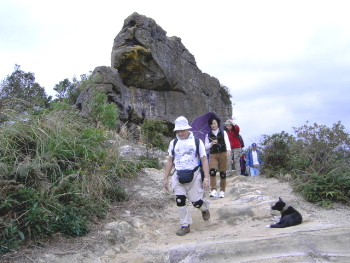
軍艦岩親山步道是台北市熱門郊山登山路線，遊客絡繹不絕

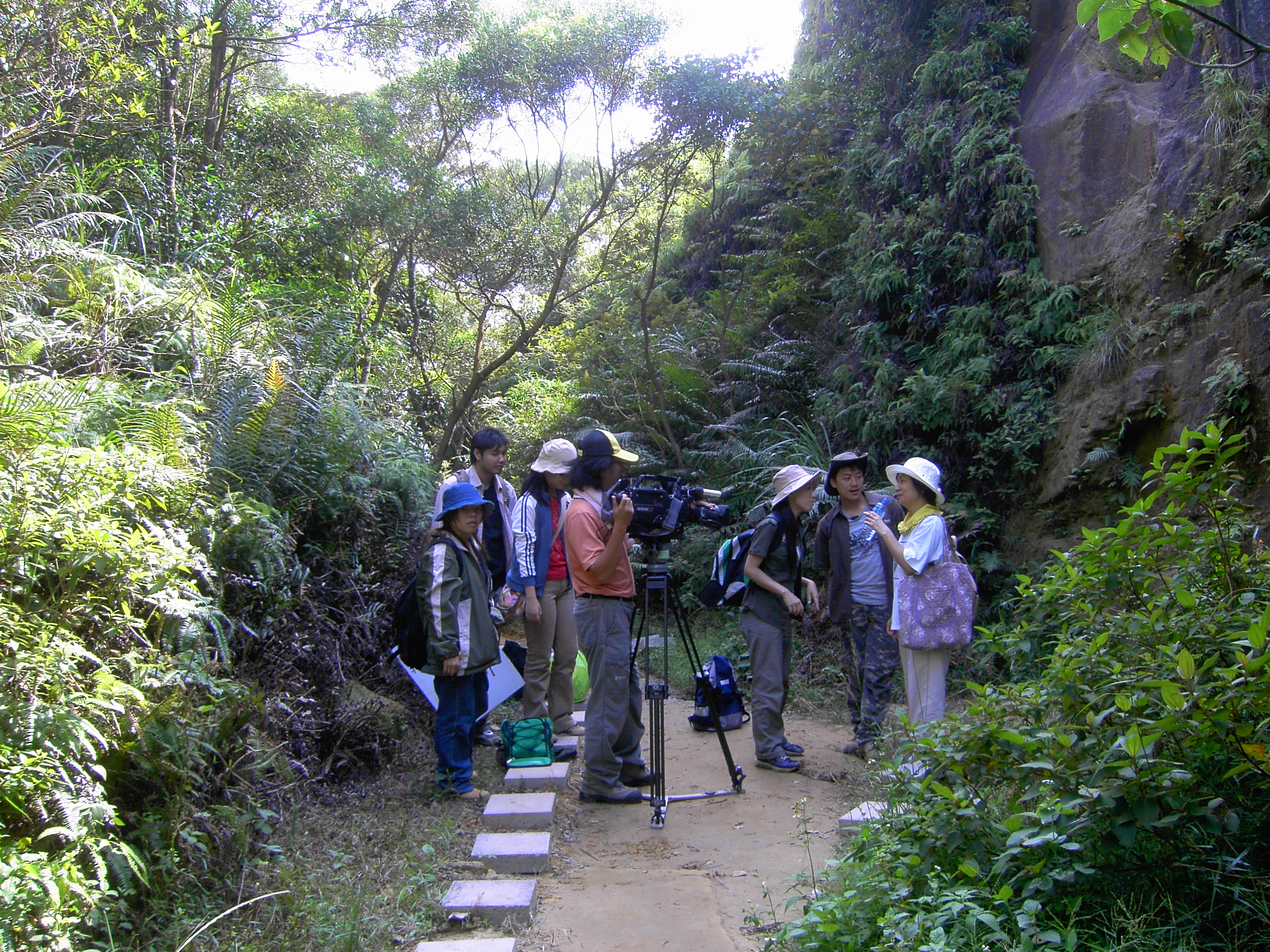
客家電視台與中華民國自然步道協會合作拍攝軍艦岩親山步道介紹

軍艦岩山頭可將台北盆地石牌、士林、三重、五股、北投等地盡收眼底，並可遠眺淡水河、基隆河交會景觀，也是觀賞大屯山系山景的好地點，日景、夜景皆宜。
軍艦岩為單面山，位居大屯山系南側，冬季東北季風越過大屯山後風衝稜線，氣溫偏低，有許多喜冷植物生長，如馬醉木、唐杜鵑、刺葉桂櫻、米飯花等。且是砂岩單面山，表土薄，乾旱期長；許多耐旱植物因物競天擇，成為優勢樹種，族群量較多。如桃金孃、野牡丹、車桑子、山黃梔、羊角藤、錦蘭等。日治時期，日本人在大屯山系造林500萬棵，其中的相思樹也在唭哩岸山、軍艦岩等低海拔山區造林。相思樹經過演替，目前也是軍艦岩的優勢樹種之ㄧ。
軍艦岩的斷崖面，因日照少，位於台北盆地氣流上升大屯山對流路徑之一，濕空氣比坡面多，加上有山澗流過，樹木茂密，為成熟林，有許多耐陰植物生長在樹林下方，如九節木、海南書帶蕨、筆筒樹、台灣桫欏、鬼桫欏、觀音座蓮等生長。
軍艦岩的動物，如渡邊氏東方蠟蟬、無霸勾蜓等有穩定族群分布，是台灣法定保育類昆蟲物種。軍艦岩生態豐富，常有台灣生態團體不定期在此導覽。如中華民國自然步道協會、台灣蝴蝶保護學會等。北投地區周邊國中小學、台北市區大學等，也常把軍艦岩當做戶外教學場所。
因警政署保一總隊位在軍艦岩山下，20世紀台灣戒嚴時期，因訓練特勤隊員需要，在軍艦岩進行摩托車越野與山區集訓，使軍艦岩成為台灣摩托車越野發源地之一。

## 地理與地質
軍艦岩海拔185.6公尺，位於臺北榮民總醫院正北方山區，為大屯山系的著名山嶺，乍看下如同艦艇，因此得名軍艦岩。軍艦岩的組成成分為2400萬至2200萬年前沈積的木山層為主，砂岩與頁岩層交錯著，經長時間的海水沖刷而形成了現今的地形景觀。

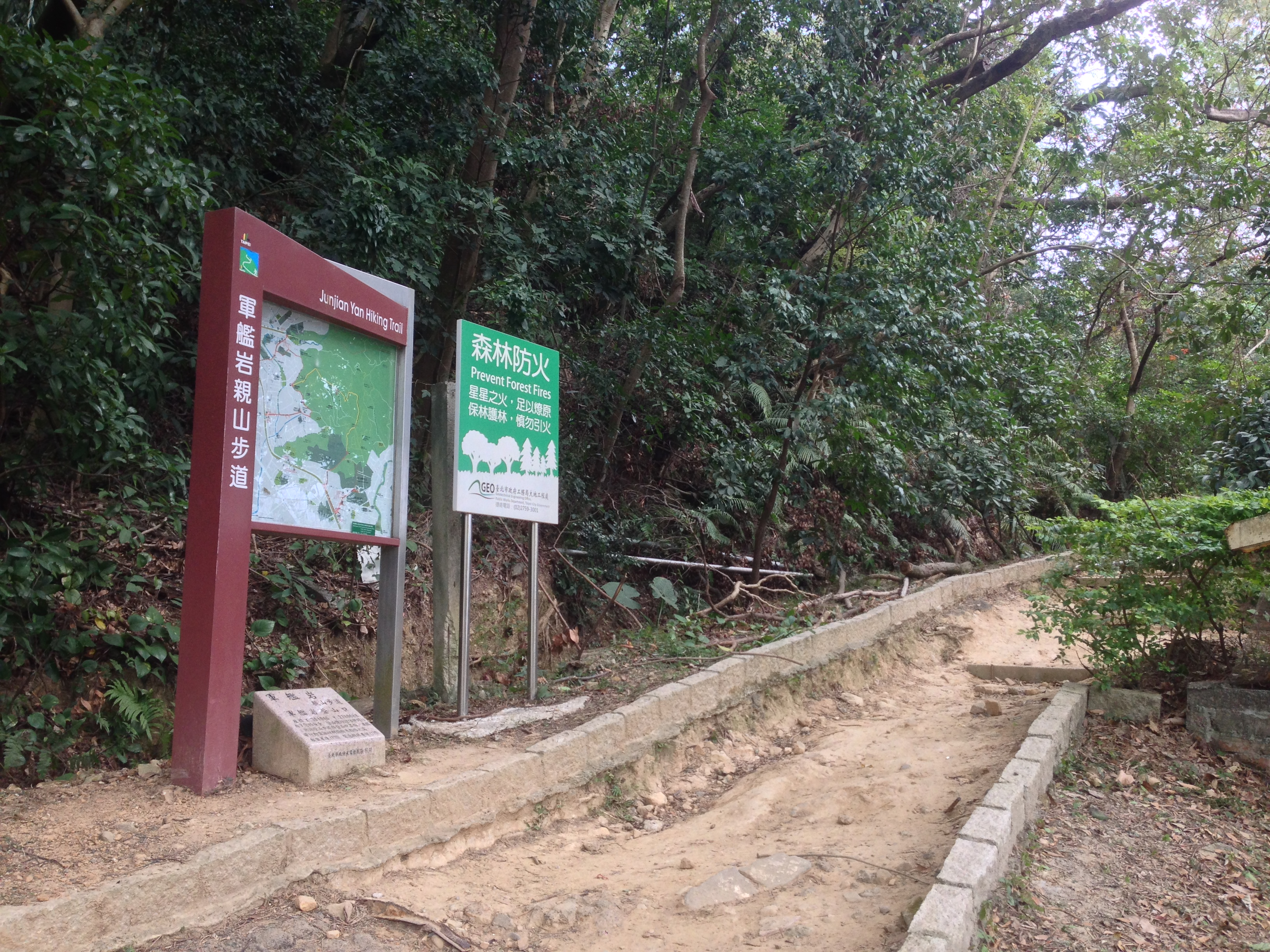
軍艦岩親山步道位於照明寺附近的入口

## 軍艦岩生態事件簿
- 2002/1/8，陽明大學登山口附近坡面因遊客亂丟菸蒂引發火燒山，次生林燒毀約1/4面積。
- 2002/2-2003/2，台北市北投區立農國小鄭麗玲老師等進行軍艦岩植物資源調查。
- 2003/2/6，軍艦岩山頭下方坡面因遊客燃放鞭炮引發火燒山，發現早，燒毀面積少。2003年春節火燒山事件簿[1]
- 2003/8/1，李榮文發現台灣新紀錄種海南書帶蕨（牟善傑等鑑定）
- 2004/4/28，李榮文發現紫斑蝶北遷路線經過軍艦岩往陽明山區。2005年再次紀錄紫斑蝶北遷飛越軍艦岩。2006年3月紀錄到青斑蝶從陽明山區飛越軍艦岩往台北盆地飛去。
- 2004/5，生態義和團因信仰藤類會把樹纏勒死沿著登山步道砍除纏繞樹幹藤類，被砍大藤類有錦蘭、羊角藤、酸藤等。紫斑蝶北遷第一世代幼蟲因錦蘭、羊角藤被砍，影響族群繁衍。
- 2004/5，台電退休人員帶頭盜採車桑子作為拐杖，步道旁能用的車桑子被盜採一空。
- 2004/6，附近居民上山濫墾平台做為休閒運動用途日趨嚴重。
- 2005/2，附近居民上山盜採桃金孃、燈稱花作為藥材。東側步道、西側步道旁桃金孃、燈稱花被盜採數百株，且此行為日益嚴重。
- 2005/4，因山黃枝盛開花香四溢引來附近居民洗劫濫採花朵，嚴重影響綠底小灰蝶春季世代產卵。
- 2005/6，生態義和團再次肆虐軍艦岩等步道兩側之藤類，將烏尖連峰之登山步道繞樹大藤類砍除殆盡。
- 2005/8，台北市政府選定軍艦岩步道為台北市親子級親山步道，並沿途設定親山步道指標。
- 2006/2，李榮文採集羊角藤種子時，於成熟果夾內發現東方單羽蛾幼蟲，並飼養化蛹羽化成蟲，由台灣蛾類分類專家顏聖紘鑑定為Agdistopis sinhala（Fletcher, 1909）（東方單羽蛾），為首次發現該物種幼生期。
- 2006/4，因居民砍除斷崖旁灌木叢造成遊客不小心掉落斷崖下方。
- 2006/10，客家電視台與自然步道協會合作拍攝軍艦岩自然步道介紹。
- 2006/12，軍艦岩斷崖稜線風衝喬木因民眾開闢平台幾乎砍除殆盡，嚴重破壞軍艦岩植物生態特色。
- 2006/12-2007/1，石牌地區民眾自行在軍艦岩斷崖下方林道開闢路基，挖掘排水溝渠，與鋪設踏腳用的水泥磚。
- 2007/1，永欣里成立環境保護義工隊巡視軍艦岩，並沿軍艦岩東側步道-八角亭稜線砍除登山道旁芒萁、馬醉木等稜線植物，砍除數量不少，軍艦岩稜線生態特色失色許多。
- 2007/08/03，台灣中視拍攝豪門世家偶像劇梁又琳、張天霖在軍艦岩山頭西側山壁留下數條繩索痕跡，些許珍稀植物唐杜鵑被破壞。
- 2007/10/07，柯羅莎颱風襲擊北台灣，軍艦岩峭壁西側溪谷樹林斷肢嚴重。
- 2008/04/12，軍艦岩山頭西側峭壁刺葉桂櫻林被石牌民眾開闢菜園，嚴重破壞刺葉桂櫻林生境完整性。
- 2008/12/20，軍艦岩步道因台北市政府發包親山步道除草工程規格與現場監督不周，步道旁兩公尺左右喬木樹苗、灌木、藤類（錦蘭、羊角藤等）被砍除殆盡。
- 2009/04/30，軍艦岩稜線車桑子因北投居民熱中採集樹頭主幹製作登山拐杖，幾被砍除殆盡。
- 2009/05/14，軍艦岩步道旁原被台北市政府砍除的喬灌木藤類新長的新芽再次被台北市政府親山步道除草工程砍除殆盡。並且將斷崖旁扶手欄杆的喬灌木砍除。扶手欄杆除草市台北市政府親山步道除草工程施作規格之一。
- 2009/05/20，軍艦岩坡面盛開中桃金孃、灰木枝條被插花界人士砍除數百枝約50公分長枝條當插花花材。

## 軍艦岩生態資源
| | |
| - 桃金孃 - 山黃梔 - 野牡丹 - 車桑子 - 刺葉桂櫻 - 鼠刺 - 台灣馬醉木 - 米飯花 - 大頭茶 - 錦蘭（端紫斑蝶食草，食草新紀錄發現地，2003年李榮文發現） - 羊角藤（葉片：斯氏紫斑蝶食草；果實：東方單羽蛾食草之一） - 牛皮消（黑脈樺斑蝶食草） - 毬蘭（青斑蝶食草） - 芒萁 - 烏毛蕨 - 海南書帶蕨 - 書帶蕨 - 姬書帶蕨 - 呂宋莢蒾 - 大青 - 白毛臭牡丹 - 燈稱花 - 烏桕 - 白桕 - 灰木 - 饅頭果 - 細葉饅頭果 - 錫蘭饅頭果 - 香楠 - 銳葉楊梅（雄株） - 相思樹 - 楓香 - 琉球松 - 羅氏鹽膚木 - 雙面刺 - 樟樹 - 菝葜 - 光滑菝葜 - 拎壁龍 - 唐杜鵑 - 白背芒 - 血桐 - 屯鹿月桃 - 月桃 - 裡白薯芋 | - 鳥類 - 隼目鷹科 - 大冠鷲 - 鳳頭蒼鷹 - 鴞形目鴟鴞科 - 領角鴞 - 鴷形目擬啄木鳥科 - 五色鳥 - 雀形目王鶲科 - 黑枕藍鶲 - 雀形目鴉科 - 樹鵲 - 雀形目鵯科 - 紅嘴黑鵯 - 白頭翁 - 雀形目鶯科 - 遠東樹鶯 - 雀形目畫眉科 - 山紅頭 - 綠畫眉 - 小彎嘴畫眉 - 雀形目繡眼科 - 綠繡眼 - 雀形目鶇科 - 虎斑地鶇 - 白腹鶇 - 赤腹鶇 - 哺乳類 - 食肉目靈貓科 - 白鼻心 - 昆蟲 - 渡邊氏東方白蠟蟬 - 無霸勾蜓 - 日本長腳蜂 - 棕長腳蜂 - 褐長腳蜂 - 黑擬蛺蝶 - 小黑蚊 - 爬蟲類 - 黃口攀蜥 - 麗紋石龍子 - 蛇類 - 草花蛇 - 茶斑蛇 - 鎖鏈蛇 - 眼鏡蛇 - 臭青母 - 錦蛇 - 蛙類 - 拉都希赤蛙 - 白頜樹蛙 - 黑框蟾蜍 - 磐古蟾蜍 - 貢德氏赤蛙 - 澤蛙 - 褐樹蛙 - 長腳赤蛙 |

## 外部連結
- 軍艦岩衛星地圖（Google Map） （页面存档备份，存于）
- 軍艦岩親山步道 (台北市建設局)
- 自然景觀導覽：丹鳳山、軍艦岩 (台北市建設局)
- Tony的自然人文旅記-北投軍艦岩 （页面存档备份，存于）
- 軍艦岩步道 (自然步道協會) （页面存档备份，存于）
- 軍艦岩賞蝶 (台灣蝴蝶保護學會) （页面存档备份，存于）
- Beitou Hills Trail軍艦岩（Formosan Fat Tire Association） （页面存档备份，存于）
- 休閒遊憩主題網  軍艦岩親山步道  臺北市政府工務局大地工程處 （页面存档备份，存于）
- 大屯山系_軍艦岩親山步道  臺北旅遊網